# Abade de Neiva
Abade de Neiva ist eine Gemeinde (Freguesia) im nordportugiesischen Kreis Barcelos. In ihr leben 2009 Einwohner (Stand 19. April 2021).

## Sehenswürdigkeiten

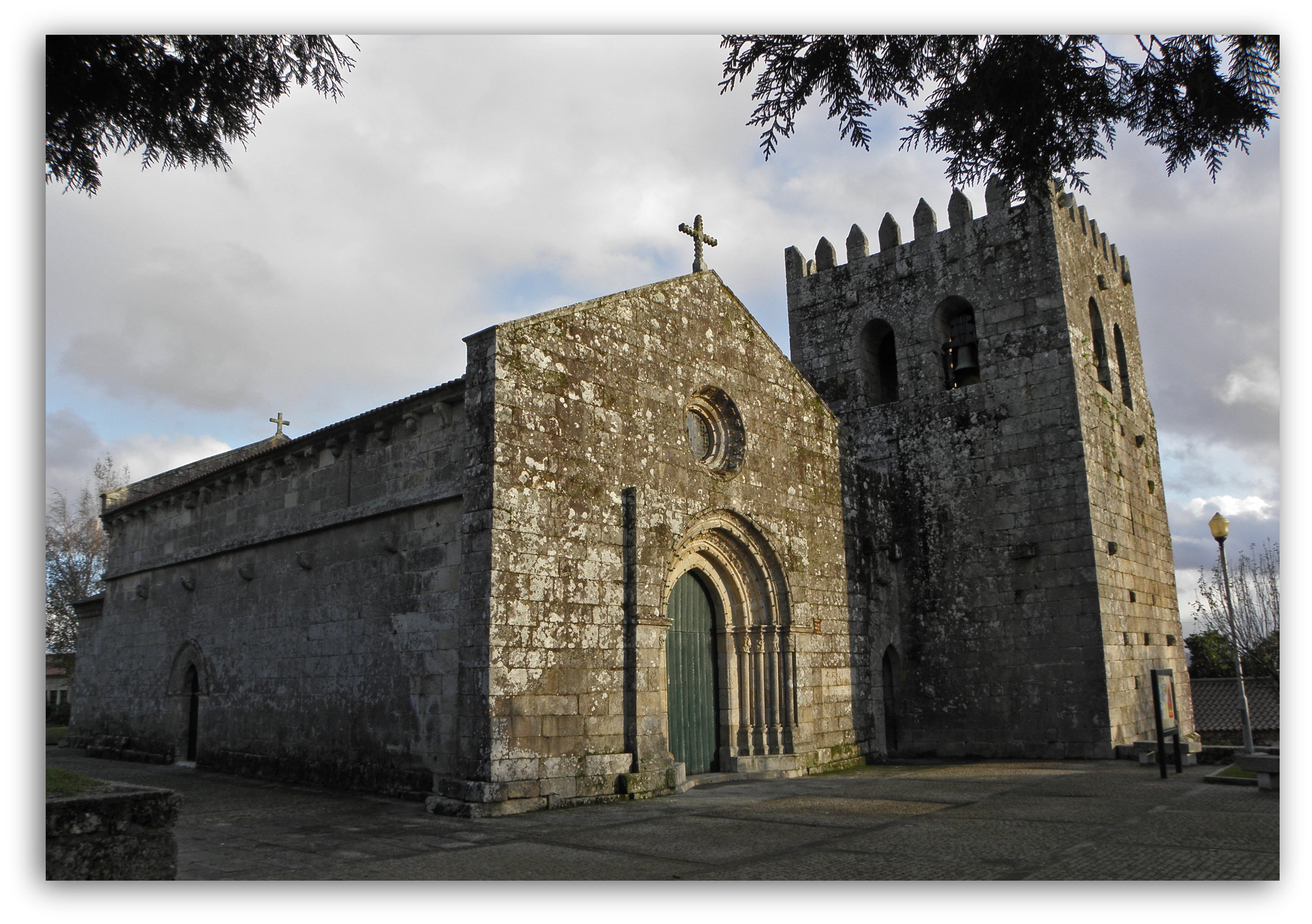
Kirche Santa Maria

- Romanische Kirche Santa Maria